# 사칼리바
사칼리바(saqaliba; 아랍어: صقالبة , 단수형: Siqlabi)는 주로 유럽에서 해적질 혹은 전쟁을 통해 납치된 슬라브족 혹은 동유럽 출신의 노예, 그리고 용병을 일컫는 말이다. 이 말은 주로, 중세 아랍 세계와 중동, 북아프리카, 알안달루스 및 시칠리아 치아에서 사용되었다. 이 단어는 영어 단어 Slave(노예)의 어원이기도 한 비잔티움 그리스어 단어의 Σκλαβηνίες(스클라비에스. 라틴어: Sclaueni, Sclaveni)가 와전(訛傳)되어 차용된 것으로 여겨지고 있다.
슬라브족을 뜻하던 '스클라비에스'가 아랍 세계에 차용된 후, 전쟁 중 포로가 되거나 노예상인에 납치된 후 노예가 된 사람을 지칭하는 단어가 되었다. 그러나 이 단어는 중앙유럽 혹은 동유럽 출신의 노예를 지칭할 때 주로 쓰이고 있다.
10세기 페르시아의 역사가이자 지리학자인 이븐 파들란은 볼가 불가르국의 아미르인 알미시(Almış)를 "사칼리바의 왕"이라고 지칭하였다. 페르시아의 연대기 작가 이븐 알파키는 거므스름한 피부에 검은색 피부를 가지고 해안가에 사는 사람들과, 흰 피부에 머리숱이 적고 내륙에 사는 두 종류의 '사칼리바'가 있다고 기술하였다. 페르시아의 박식가였던 아부 자이드 알발키는 사칼리바의 세 종족은 쿠야바, 슬라비아, 아르타니아라고 하였다.
10세기 알안달루스 출신 유대인인 아브라함 벤 야곱은 '사칼리바' 사람들을 발칸반도 중앙, 불가리아의 서쪽, 다른 슬라브 국들의 동쪽의 산간지역에 산다고 서술하였다. 이 곳에는 현재 보스니아, 몬테네그로, 세르비아, 코소보 등의 국가가 위치하고 있다.
이슬람 세계로의 노예 무역에는 여러 경로가 있었는데, 노예무역은 중앙아시아(몽골, 타타르, 하자르 카간국 등)와 지중해(비잔티움), 그리고 중앙유럽과 서유럽에서 알안달루스까지가 주요 경로이다. 아브라함 벤 야곱에 따르면 라다니트(Radhanite)라 불리는 유대 상인들이 볼가강을 통하여 카스피해를 거쳐 이슬람 세계를 북유럽 및 러시아 북서부를 연결하는 주요 무역로인 볼가 무역로와 다른 유럽의 무역로를 통해 무역을 하였다. 284년부터 813년까지의 역사를 기술한 연대기의 작가 성 테오파네는 우마이야 왕조의 칼리파 우마위야 1세가 660년대에 시리아에 5,000명의 노예 용병으로 이루어진 군대를 편성하였다고 언급하였다.
이슬람 세계에서, '사칼리바'는 하인, 하렘, 기술자, 군인, 칼리파 친위대 등 다양한 직업에 종사하였다. 이베리아반도, 모로코, 다마스쿠스와 시칠리아에서, 이들의 역할은 오스만 제국의 맘루크나 굴람과 비견될 수 있다. 후우마이야 왕조가 붕괴된 이후, 사칼리바 출신인 무와이드 알 시끄라비(Mujahid al-Siqlabi)가 이베리아반도의 데니아에서 거병하여 데니아 타이파를 세우는 등, 타이파를 다스리기도 하였다.

## 같이 보기
- 우마이야 왕조
- 에스파냐의 역사
- 토후국
- 맘루크
- 노예
- 굴람